# 土生芋螺
土生芋螺（学名：Conus habui）为芋螺科芋螺屬下的一个种。